# Мара Тэкле-Хайманот
Мара Тэкле-Хайманот (X век) — император (негус) Эфиопии, основатель династии Загве. Некоторые императорские списки называют его Мэйраре, а другие просто Тэкле-Хайманот, что на языке геэз означает Плод веры.
Согласно преданию, Мара родился в провинции Ласта. Происходил из народа агау. Вначале командовал войсками последнего короля Аксумского царства Дил Наода. Позже, был женат на Масобе Варк, дочери короля Аксумского царства Дил Наода. После этого фактически отстранил своего предшественника-тестя и основал собственную династию. Другие источники считают, что Дил Наода от власти устранила царица эфиопских евреев Юдит, кузина Тэкле-Хайманота, после которой он унаследовал империю.
Существуют различные версии относительно времени вступления на престол: одни источники считают, что династия Загве правила в течение 333 лет, другие — 133 лет. Таким образом, если считать от 1270 года конца правления династии, годом начала правления Мары Тэкле-Хайманота можно считать или 937, или 1137 год.
Размеры царства были значительно меньше, чем в начале правления Соломоновой династии. Империя тех времен включала области Ласта, Вог, Тыграй, а также северный Бэгемдыр.